# حروف خاصة (صناديق يونيكود)

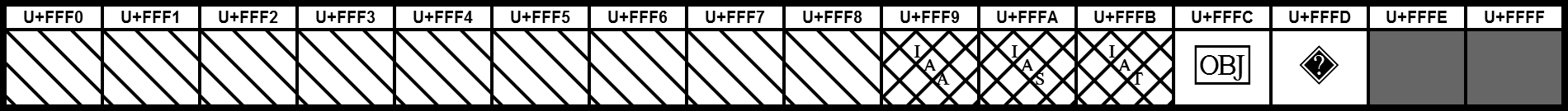
لوحة الرسوم الخاصة بكتلة Unicode. الحقول المفردة هي نقاط رمز غير مشغولة. الحقول المزدوجة هي أحرف تحكم. تشير الحقول الرمادية الداكنة إلى نقاط رمز غير قابلة للاستخدام.

الحروف الخاصة اسم صندوق يونيكود صغير مخصص في نهاية مستوى أساسي متعدد اللغات، في U+FFF0–FFFF. في نقاط الرمز ال16 هذه يتم تعيين خمسة أنها يونيكود 7.0: